# Vicente Bernedo
Vicente Bernedo Albistur O.P. (o también como Vernedo) (Puente la Reina, Navarra, c. 1 de febrero de 1562-Villa Imperial de Potosí, 19 de agosto de 1619) fue un fraile dominico navarro, apóstol de Charcas y del Altiplano.

## Biografía
Martín Bernedo Albistur nació en Puente la Reina, Navarra. La fecha exacta del nacimiento no existe en ningún documento y se cree que es un 1 de febrero de 1562 por haberse encontrado
el acta de su bautizo fechado ese día y como antes se bautizaba el mismo día a los nacidos o cuanto antes para hacerles cristianos se asume esa fecha como de su nacimiento. Hijo legítimo de los señores Juan de Bernedo y de Isabel de Albistur y Arrueta.
Se bautizó en la parroquia del Señor de San Pedro. Sus padrinos fueron Martín Ximénez menor de días, Juana de Solchaga, vecinos del Puente y Martín Mateo de Juarriz (vicario). Son seis hermanos, y uno de ellos, fray Agustín, le ha precedido en la Orden de Predicadores.

## Entrada en religión
Con 16 años vistió el hábito de la Orden de Predicadores en 1560 en el convento de la madre de Dios de la Villa de Alcalá, donde cambió el nombre por Fray Vicente, y en la que también profesó y se ordenó al poco tiempo; en el estado de fraile continuó sus estudios con más fervor, como quien también sabía que el fin de la religión que profesaba es la predicación del evangelio, y enseñanza de los prójimos; y así salió tan consumado en las ciencias que conducen a este fin, cuanto fue necesario para poder ejercitar con conocidas ventajas entre sus contemporáneos.

## Muerte y veneración
Cuando se disponía a viajar a España "para imprimir sus libros", murió el 19 de agosto de 1619, siendo de 57 años de edad, en Potosí (Bolivia), siendo Provincial, Fr. Agustín de Vega, (1617-1621). Sus restos se conservan en el templo de Santo Domingo de dicha ciudad.
El 26 de octubre de 1662, el Arzobispo de la Plata, Don Fray Gaspar de Villaroel formó la Comisión que luego se
encargó de iniciar el proceso informativo de la vida, virtudes y milagros del siervo de Dios, fr. Vicente Bernedo, O.P. La comisión dio por terminada su labor, el 1° de diciembre de 1664, en la Villa Imperial de Potosí (La Plata de los Charcas).